# 아드리 판 티헬런
아드리아뉘스 안드레아스 "아드리" 판 티헬런(네덜란드어: Adrianus Andreas "Adri" van Tiggelen, 1957년 6월 16일, 자위트-홀란트 주 아우트-베이얼란트 ~)은 네덜란드의 전직 축구 선수로, 현역 시절 좌측 수비수를 맡았다.
그는 현역 시절 스파르타 로테르담과 밀접하게 활약했는데, 이 구단에서 프로 신고식을 치렀고, 이후 구단의 여러 보직을 맡았지만, 벨기에의 안데를레흐트에서도 활약했다.
판 티헬런은 네덜란드 국가대표팀 경기에 60번 가까이 출전했고, 1990년 월드컵과 2번의 유럽 선수권 대회에 출전했는데, 이 중 유로 1988을 우승했다.

## 클럽 경력
자위트-홀란트 주 아우트-베이얼란트 출신인 판 티헬런은 "못"(De Spijker)으로 수식된 선수로, 스파르타 로테르담에서 신고식을 치렀는데, 1978년 8월 30일에 이웃 구단 페예노르트와 에레디비시 안방 경기를 벌여 1-0으로 이겼다. 그는 소속 구단에서 5년을 몸담으며 부동의 주전으로 활약했고, 해마다 최소 1골을 기록했다.(리그에서 총 13골을 넣었다)
1983년, 판 티헬런은 또다른 에레디비시 구단 흐로닝언으로 이적해 3년을 활약하며 매 시즌 1부 리그 잔류에 성공했다. 이후, 그는 이웃 나라 벨기에의 안데를레흐트로 이적하며 처음으로 해외 무대에 발을 들였고, 이 곳에서도 많은 출전 기회를 잡았다.(주전으로서)
34세의 판 티헬런은 PSV로 이적하며 자국 무대로 복귀했다. 이 노련한 수비수는 100번에 가까운 공식 경기에 출전하는데 성공했고, 1991-92 시즌에 국내 리그를 우승했다. 그는 38세에 또다른 1부 리그 구단인 도르드레흐트에서 1년을 더 활약한 뒤 은퇴했는데, 마지막 경기는 5-1로 이긴 폴렌담과의 안방 경기였다.
은퇴 후, 판 티헬런은 친정 구단으로 복귀해 수석 코치와 유소년부 감독을 주로 맡았다. 2005년, 그는 1군 지휘봉을 처음 잡았는데, 시즌을 2위로 마쳐 소속 구단의 1부 리그 복귀를 지도했다.
그가 스파르타 로테르담 1군 감독을 2번째로 대행했을 때는 2007년 말이었는데, 헤르트 안더빌 감독이 해임되면서였다. 이후, 판 티헬런은 푸커 보이의 감독진을 보좌하게 되었다.

## 국가대표팀 경력
판 티헬런은 네덜란드 국가대표팀 경기에 56번 출전했지만, 이 경기들 중 득점한 경기는 없었다. 그가 출전한 첫 국가대표팀 경기는 1983년 9월 21일에 26세의 나이로 출전한 벨기에와의 친선경기로, 결과는 1-1 무승부였다.
1986년을 기점으로, 판 티헬런은 부동의 국가대표팀 주전 선수로 도약했다. 그는 유로 1988 본선에서 매 경기 90분을 소화하며 네덜란드의 우승에 일조했고, 1990년 월드컵과 유로 1992도 참가하고 후자의 대회에서 준우승을 거둔 독일에게 패한 후 은퇴했다. 그는 35세의 나이로 베리 판 알러와 효율적인 측면 수비를 맡았다.(판 알러와는 1991년부터 1994년부터 같은 구단에서 한배를 타기도 했다)

## 수상

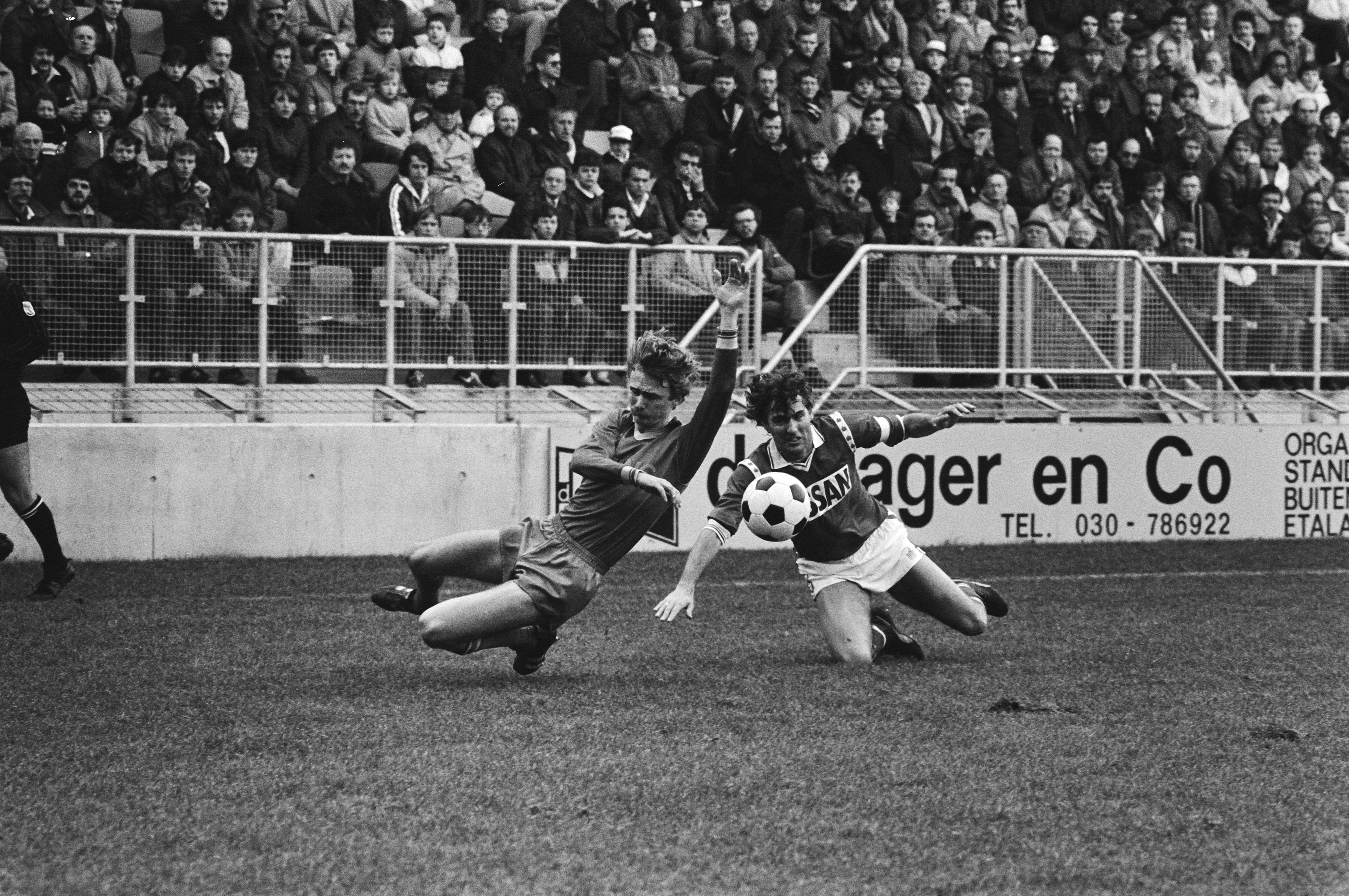
1983년, 헤라르트 판 데르 럼과 경합하는 아드리 판 티헬런 (왼쪽)

### 구단
PSV
- 에레디비시: 1991–92
- 네덜란드서 쉬페르퀴프: 1992

안데를레흐트
- 벨기에 1부 리그: 1986–87, 1990–91
- 벨기에 컵: 1987–88, 1988–89
- 벨기에 슈퍼컵: 1986, 1987

### 국가대표팀
네덜란드
- 유럽 축구 선수권 대회: 1988